# Kinetófono

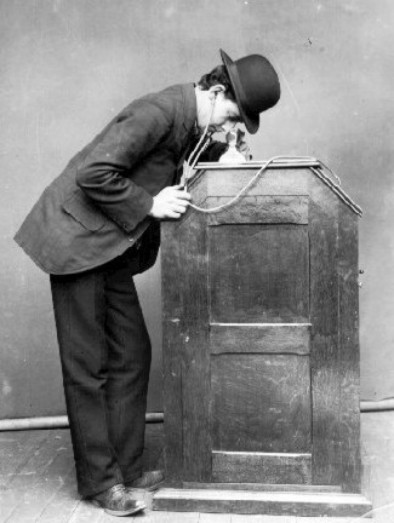
El kinetófono, 1895.

El kinetófono (del griego κινέω, 'movimiento', y del inglés phone, 'sonido') fue un dispositivo inventado por Thomas Alva Edison y William Kennedy Laurie Dickson, a finales del siglo XIX, con el objetivo de unificar la imagen con el sonido. El dispositivo consistía en proyectar la película del quinetoscopio sincronizada con el sonido del fonógrafo. Además, este invento se presentó como una mejora del quinetoscopio.
El abandono de Dickson y la llegada del cinematógrafo de los hermanos Lumiére en Francia comportó que el invento no llegara al éxito que se esperaba. 

## Historia
Thomas Alva Edison creó un gran recorrido autodidacto en la invención de mecanismos útiles y necesarios para la sociedad, como es el caso de la bombilla eléctrica, o imprescindibles en la comunicación, entre los cuales encontramos el fonógrafo y su correspondiente cilindro, el telégrafo, el micrófono de carbón, la cámara de cine, el vitascopio, o el mimeógrafo, el cual permitió realizar copias de papel escrito en grandes cantidades.
Posteriormente al invento del fonógrafo a partir de 1870 y después de una visita realizada en 1888 a Eadweard Muybridge, un reconocido fotógrafo e investigador pionero de las películas en movimiento, Edison obtuvo la inspiración para crear un nuevo invento al cual llamó quinetoscopio.
La idea de Muybrige consistía en promover el desarrollo del diseño de un instrumento que pudiera emitir el sonido a través de la incorporación del fonógrafo, y la imagen al mismo tiempo. El 31 de agosto de 1897 Edison registra la patente del nuevo invento.
A pesar del trabajo conjunto de Edison y Laurie Dickson, junto con el resto de trabajadores, el nuevo invento no incorporaba un gran formato para un público numeroso, motivo que utilizaron los hermanos Lumiére para avanzarse y obtener el éxito.
Una vez inventado el fonógrafo (1876) y el quinetoscopio (1891), solo quedaba crear un nuevo sistema que unificara estos dos inventos, uniendo simultáneamente el sonido con la imagen, sería el llamado kinetófono.
Finalmente en 1895, Edison presenta el kinetófono, un invento que incorporaba una película proyectada por el quinetoscopio, junto con el sonido aportado por el fonógrafo.

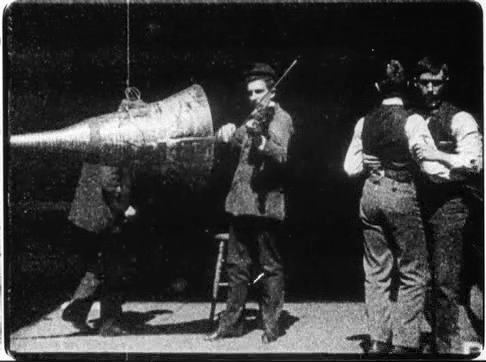
Dickson Experimental Sound Film (1894)

La primera película creada por Thomas Alva Edison gracias al kinetófono se data de entre el 1894 y el 1895, llamada “Dickson Experimental Sound Film”. Fue impulsada gracias al estudio Nueva Jersey Edison. Posteriormente al 1912 se creó una película breve de demostración y en el 1913 se estrenó Nursery Favorites. Estas tres películas son las únicas que quedan que fueron reproducidas gracias al kinetófono. En la primera película, se puede observar la imagen de una persona, no queda claro si es un hombre o una mujer debido a la poca definición de la imagen, que está bailando con los brazos levantados moviéndolos de un lado al otro. En el mismo vídeo también se menciona a Eadweard Muybridge, conocido como el fotógrafo que captó el galope de un caballo en el 1878.
Delante del abandono del laboratorio por parte de Laurie Dickson, asistente de Edison, no se pudieron acabar los estudios finales sobre el instrumento. Además, el éxito del cinematógrafo de los hermanos Lumière en Francia, tapó el reconocimiento del kinétofono y acabó reemplazándolo totalmente.

## Funcionamiento y uso

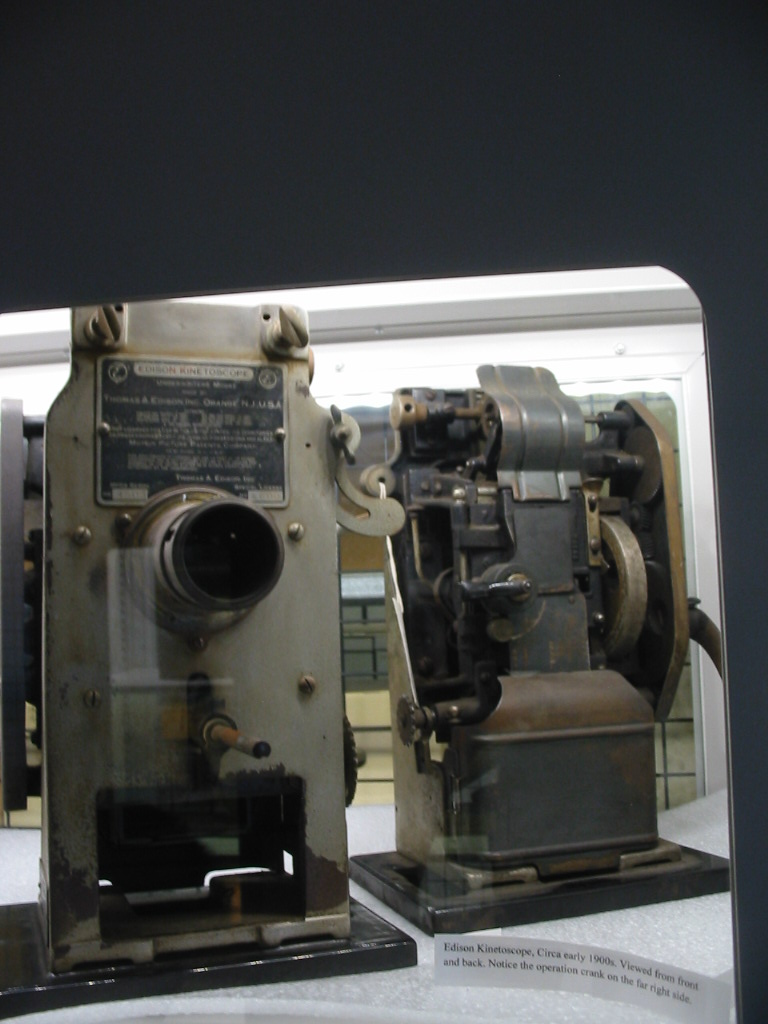
Kinetófono en el Thomas Edison National Historical Park

El concepto del kinetófono se desarrolló en base del cilindro del fonógrafo. En 1895, el kinetófono sincronizaba el sonido con una película proyectada en una pantalla externa, pero todavía persistían los problemas con cortes de película y con operadores mal preparados que no se sincronizaban con el sonido, esto provocó la insatisfacción de la audiencia y la falta de popularidad del kinetófono.
Este invento permitía al usuario poder mirar a través de un orificio del quinetoscopio la película representada y a la vez poder escuchar el sonido que aportaba el cilindro del fonógrafo, por eso era necesario el uso de unos auriculares de goma
El aparato no estaba diseñado para el consumo simultáneo, es decir, para más de un espectador en una sala concreta como el cine moderno, sino que se basaba en el uso individual
John Carbutt desarrolló la película de celuloide emulsionada y  Edison empezó a utilizarla para hacer pruebas durante el desarrollo del quinetoscopio. La Eastman Kodak Company empezó a producir sus propias películas de celuloide. Dickson, recibió ayuda de un nuevo asistente después de haber comprado las películas de Edison y fue así como pudo  trabajar en un dispositivo con sistema horizontal de alimentación para la correcta exposición de las tiras de película.

## Influencias en el mundo

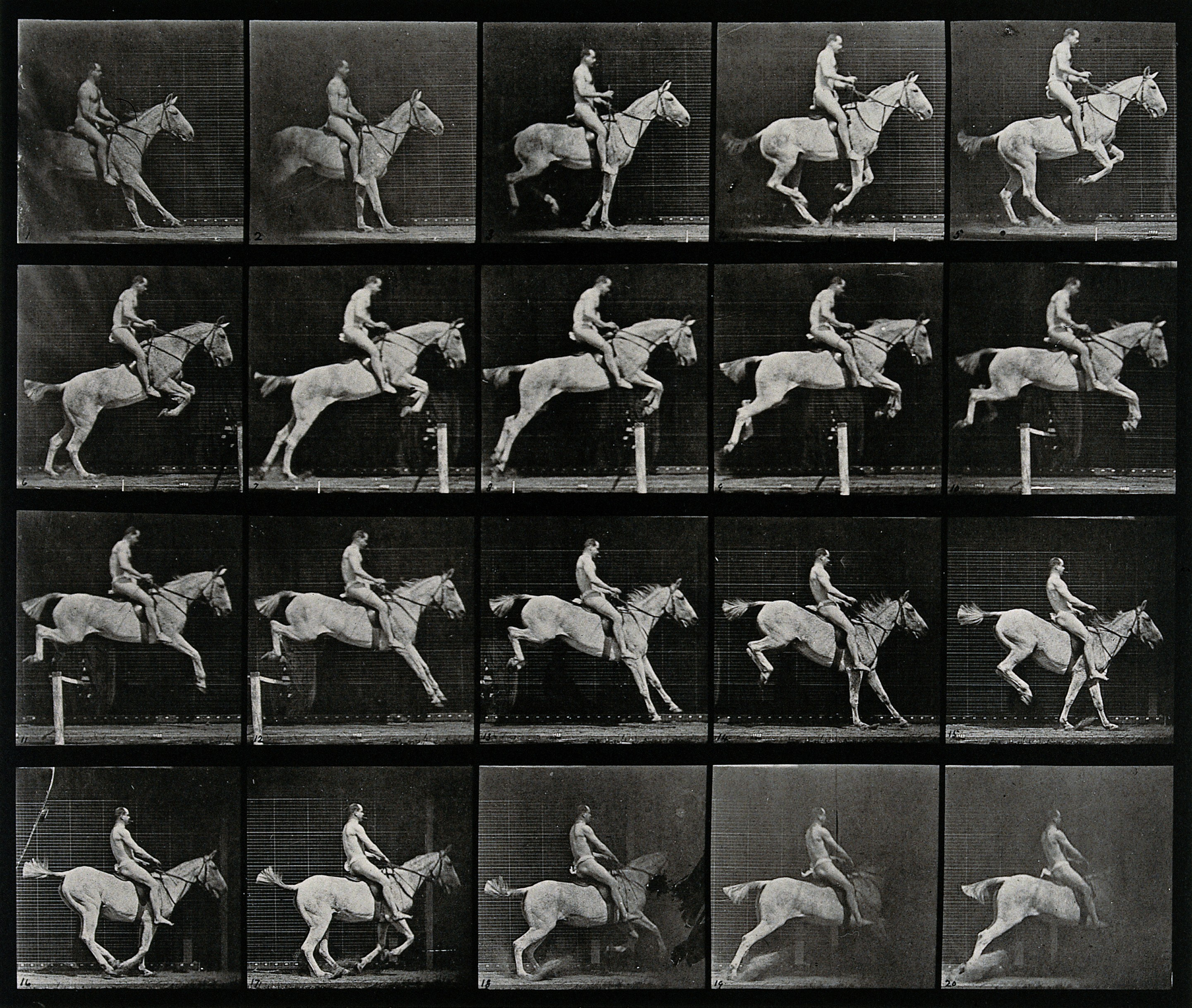
Cronofotografía "Caballos en movimiento"

En Francia, se considera que la reunión que mantuvo Edison con el fisiólogo Etienne-Jules Marey ayudó a canalizar los trabajos en una dirección correcta. Marey fue capaz de producir una serie secuencial de imágenes fijas utilizando rollos de película continua, y así es como se dio a conocer la cronofotografia.
Laurie Dickson trabajó durante el proceso de creación del kinetófono bajo la emblemática figura de Edison, pero la influencia que derivaría de este personaje años después sería muy grande.
Una vez Dickson emigra hacia Londres, junto con Herman Hasler, Elias Koopman y Harry Marvin crea el American Mutoscope and Biograph Company, uno de los estudios de cine más productivos de Inglaterra.
En 1955 la casa de Thomas Alva Edison y el laboratorio que se encontraba en su interior, fueron designados como el lugar histórico Nacional de Edison. El laboratorio fue designado como el Monumento Nacional de los Laboratorios de Edison el 14 de julio de 1956.
El 30 de marzo de 2009 cambian su nombre a "Thomas Edison National Historical Park", con su apertura el 10 de octubre de 2009 después de realizar una serie de modificaciones.

## Ver también (curiosidades)

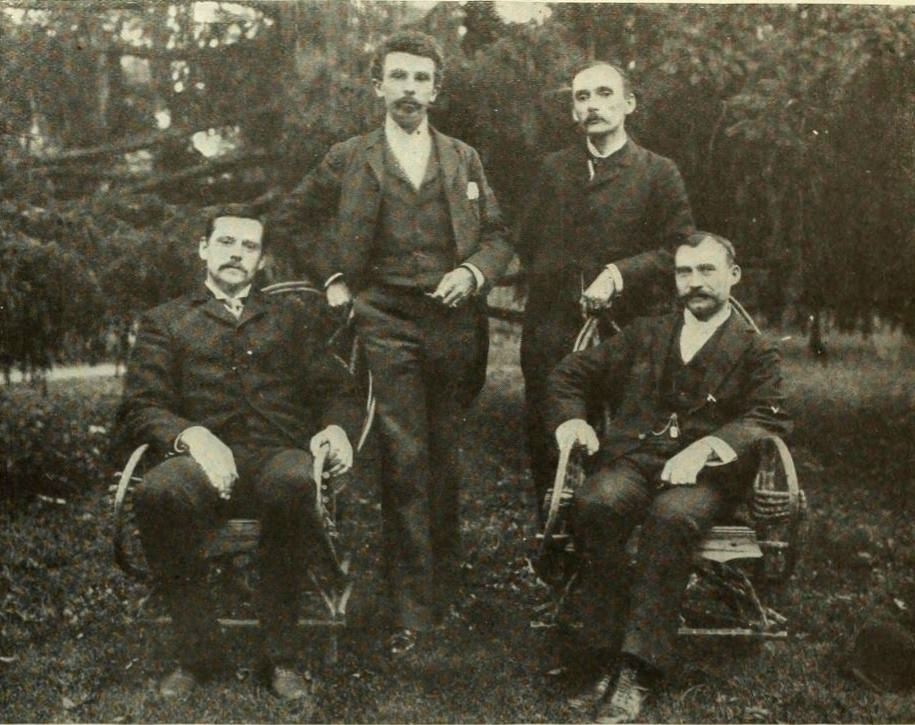
Primera reunión de todos los miembros de la K.M.C.D (22 de septiembre de 1895), fundan la productora de cine American Mutoscope and Biograph Company. De izquierda a derecha: Henry N. Marvin, William Kennedy Laurie Dickson, Herman Casler, y Elias Bernard Koopman.

Un grupo de historiadores y algunos expertos en sonido afirman que el kinetófono no sincronizaba la imagen y el sonido tal como tenía que ser, sino que empezaba a reproducir música o un sonido apropiado al mismo tiempo que la imagen aparecía y se apagaba cuando esta acababa.
El historiador Douglas Gomery declaró: ‘’Edison no intentó sincronizar sonido e imagen.’’
También se comentaba, a pesar de las maquetas de Dickson que mostraban sonido grabado en el momento, que la mayoría de películas que se reproducían a través del kinetófono fueron grabadas sin sonido, como cine mudo. Por esta razón, los expositores tenían la oportunidad de escoger uno entre una variedad de cilindros con diferentes tipos de música que acompañara la película.
- Fonógrafo
- Historia del cine
- Película
- Quinetoscopio

## Enlaces externos

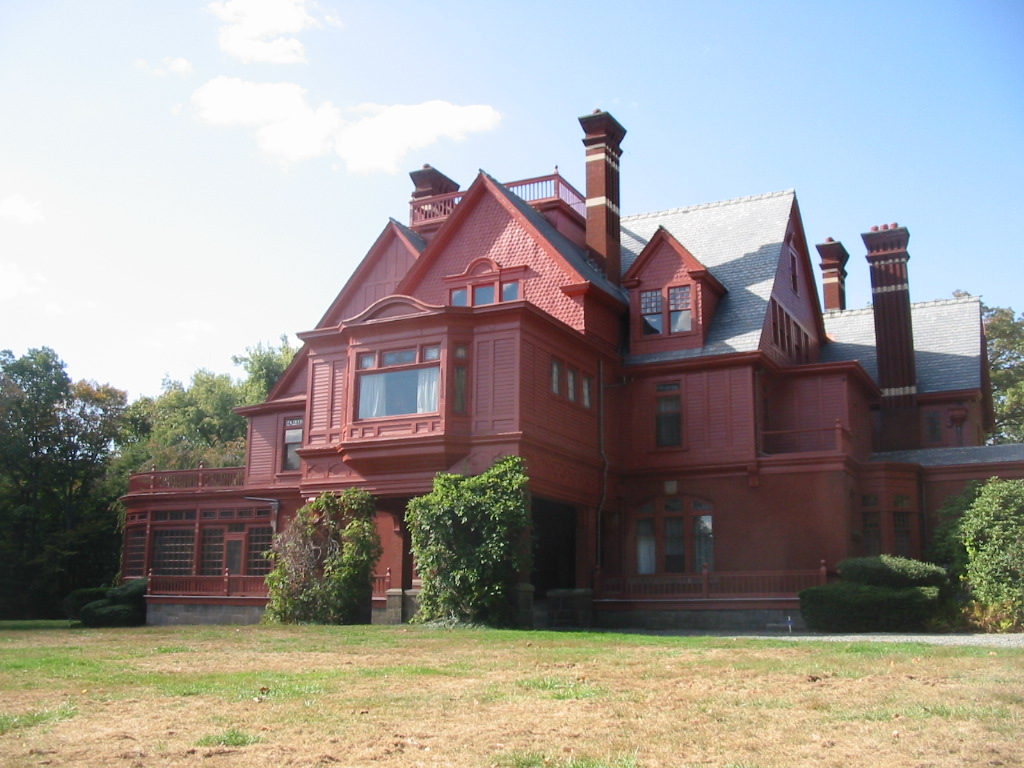
Parque nacional histórico Thomas Edison